# マリブ・エクスプレス
『マリブ・エクスプレス』（原題：Malibu Express）は、1985年公開のアメリカ合衆国のアクション映画。
アンディ・シダリスが監督・脚本・製作を担当した、「トリプルBシリーズ」の第1作目である。
ダービー・ヒントンやシビル・ダニング、Lori Sutton、アート・メトラーノが出演した。この映画には、1980年代にプレイボーイ誌で活躍したプレイメイトのキンバリー・マッカーサーやBarbara Edwards、Lorraine Michaels、リンダ・ヴィースマイアーが出演している。また、S・ダニングは、本作により「B級映画悪女としてのイメージ」が固まった。その他、レギス&ジョイ・フィルビンが、映画内のトークショー番組に司会者としてカメオ出演している。

## あらすじ
裕福なプレイボーイ兼私立探偵のコーディ・アビリーンは、政府の諜報員に雇われ、誰がロシアにコンピューター技術を売っているのか探ることになる。
昔馴染みでセクシーな女性警官のビバリー・マカフィーには全く知らせずに、金持ちの社交界の女性たちやミステリアスな雰囲気を醸す淫らで魅惑的な女性、脅迫好きの前科者を調査していたコーディは、ビジネスを続けるためになら喜んで人を殺す裏切り者の産業スパイに狙われ始める。
コーディとビバリーが犯人と目される人物のビーチハウスを調べに行ったことで、結果的に愛し合う関係になると、偶然にもこの陰謀の全容が判明する事態となる。二人組の殺し屋に襲撃されるも、難なく撃退した二人はさらに陰謀の中枢へと迫ることになる。

## キャスト
- コーディ・アビリーン - ダービー・ヒントン（英語版）
- Contessa Luciana - シビル・ダニング
- マシュー - アート・メトラーノ
- Lady Lillian Chamberlain - Niki Dantine
- Stuart Chamberlain - Michael Andrews
- Anita Chamberlain - シェリー・タイラー・モーガン（英語版）
- Liza Chamberlain - Lorraine Michaels
- シェイン - Brett Clark
- ビバリー・マカフィー - Lori Sutton
- June Khnockers - リンダ・ヴィースマイアー（英語版）
- Faye - キンバリー・マッカーサー（ドイツ語版）
- メイ - Barbara Edwards
- P. L. Buffington - Abb Dickson
- Doreen Buffington - Busty O'Shea
- Bobo Buffington - Randy Rudy
- マーク - Richard Brose
- ルーク - John Brown
- Sexy Sally - Suzanne Regard
- Lieutenant Arledge - John Alderman
- Maid Marian - ロビン・ヒルトン（英語版）
- ジョナサン・ハーパー - Les Steinmetz
- ダグラス・ウィルトン - Robert Darnell
- Rodney - Jeanine Vargas
- ピーター - Peter Knecht
- ヘリ操縦士 - Harry Hauss
- Answering Service Girl - Ruth Stamer
- ペギー - Peggy Ann Filsinger
- レギス・フィルビン - レギス・フィルビン（英語版）
- ジョイ・フィルビン - ジョイ・フィルビン（英語版）
- Computer Operator - Niki Patterson

## 製作

### 撮影
この映画は、サンセット大通りのようなロサンゼルス周辺のビバリーヒルズやウィロースプリングス・レースウェイ、モハーヴェ砂漠などで撮影された。

### サウンドトラック
この映画の音楽はHenry Strzeleckiが作曲し、ロニー・ライトがサウンドトラックを制作した。
H・Strzeleckiがベースを担当し、Bucky BarrettとTommy Jonesがギター、ボビー・トムソンがギターとバンジョー、Weldon MyrickがギターとDobro、Barry Walshがピアノ、Dale Morrisがフィドル、テリー・マクミランがハーモニカとパーカッション、そして、Kenny Buttreyがドラムスを担当していた。

## 公開
1985年3月に初公開され、2002年にはDVD化された。その後、2003年に発売された『Andy Sidaris Collection, Vol. 1』（6枚組）と、2005年に発売された『トリプルBコレクション Vol.1』という2つのDVDコレクションに収録された。

## 評価
この映画は、『All Movie Guide』のEleanor Mannikkaによって「お決まりのエロティック・スパイ物語」と評されている。『Video Movie Guide 2001』では、この映画を「turkey」1つと評価し、「明らかにソフトポルノなので」、映画が「R」指定になったことに驚いたと言及した。『TV Guide』はこの映画に星2つをつけている。
主人公のシャワー中に現れたBarbara Edwardsのシーンは、「レズビアンのシャワーシーンにおける、長くセクシーな一般的なシーンの中でも最もセクシーなトップレスレズビアンのシャワーシーンの1つ」として引用されている。

## 他の映画作品との繋がり
本作のたたき台となったのは、A・シダリスの過去の作品『ステイシーにぶち込め!』（1973年）であり、その作品を作り直したものであった。ステイシー・ハンソン（アン・ランドール）の役は、主人公の私立探偵であるコーディ・アビリーン（ダービー・ヒントン）とその恋人のジューン・クノッカーズ（リンダ・ヴィースマイアー）の2人の新しいキャラクターに分離された。
両作品のオープニングでは、それぞれの作品の女性レーシングドライバーが練習レースのフィニッシュを迎えている様子が描かれている。さらに、両作品とも、その後、ユニフォームを脱ぐシーンがある。しかし、ステイシーは主人公だが、ジューンはこの映画の中で繰り返されるジョークのネタになることがほとんどである、「Knockersに"h"がつくのか？（Khnockers）」と。また、ジューンは頼りになるほど高性能なレースカーを運転することはできるが、映画ではステイシーの持つ役割のほとんどをコーディが担っている。
控えめな同性愛者の甥であるジョン（John Alderman）の役割は、本作ではドラァグクイーンのスチュアート（Michael A. Anderson）へと変更されている。両作品とも、探偵はこの人物を追ってゲイバーに入る。違いは、1作目ではジョンが普通の服を着ているのに対し、本作ではスチュアートが完全なドラァグ姿になっていることである。コーディはレコーダーにメモを残しながら笑っているが、それでもスチュアートの脚は素晴らしいと認めている。スチュアートは、ジョンよりも漫画的なゲイのステレオタイプとなっている。
若々しい姪のパメラ（クリスティナ・レインズ）は、本作では少し年上の姪のライザ（ Lorraine Michaels）へと変更されている。さらに、ライザには、下働きのシェーン（Brett Clark）とのセックスシーンがある。年齢差があるのは、このセックスシーンと、ティーンエイジャーよりは認められやすいヌードを認めてもらうために、そのような変更を決めたのだろう。
本作では、元となった作品にはいないキャラクターが追加されている。ルチアナ伯爵夫人（シビル・ダニング）である。伯爵夫人は、コーディとロマンチックな夜を過ごすが、彼は翌日には次の任務へと向かってしまう。家族との関係は不明だが、彼女はシェーンを殺害したことが判明する。彼女は法律の及ばないところにいて、殺人を犯しても何の不利益を被ることはない人物として描かれている。